# Альбер Марке
Альбе́р Марке́ (фр. Albert Marquet, *27 березня 1875, Бордо — †13 червня 1947, Париж)  — французький художник. Малював оголену натуру, пейзажі. Займався чистим малюванням, графікою, більша частина якої зберігається в музеї колишнього міністра культури в уряді де Ґолля — Андре Мальро в місті Гаврі.

## Біографія
Народився в місті Бордо в родині залізничника. З 15-річного віку мешкав у Парижі. Навчався в Школі красних(декоративних) мистецтв в класі художника Ґюстава Моро. На початку творчого шляху часто звертався до зображення оголеної натури, але знайшов себе як художника тільки в пейзажах.
Мандрував світом, здійснив подорожі в Італію та СРСР 1934 року, в Північну Африку. Трагічні роки другої світової війни старий художник прожив у Алжирі, де вперше побував 1911 року разом з Матіссом. 1945 року повернувся в Париж.
Помер у Парижі 13 червня 1947 року.

### Творчість Марке
1892 року Марке став учнем художника-символіста Гюстава Моро, який, своєю чергою, був послідовником Ежена Делакруа. Зі спогадів Марке про Моро:
| «Ранкові заняття в майстерні Моро — це щось неймовірне: постійний галас, лайки і бійки, розлиті фарби, розкидані мольберти, кидання стульчаків - і все це під акомпанемент фісгармонії…» |
Однак стиль Моро не мав значного впливу на Марке. Той дуже рано склався у самостійного майстра й не мав болісного періоду пошуків себе і своєї манери. 
Лише один заповіт свого вчителя Марке виконував усе життя : «Шукайте натхнення не тільки в музеях, а й на вулицях!» Марке пішов на вулиці і малював міста Франції все творче життя — Париж, Сен-Тропе, Гавр, Неаполь. Марке був переважно художником міст.
Контрастною щодо манери Моро була й художня манера Марке. Він рано виробив просту, трохи стриману за колоритом манеру без зайвих дрібниць, фотографічних деталей і дріб'язковості. Імовірно, на це впливав поганий зір художника і необхідність окулярів. Частка картин художника створена з верхніх вікон, що дозволяло робити спокійно і без зайвих свідків.
Серед знайомих і приятелів Марке — Анрі Матісс, Рауль Дюфі, Поль Сіньяк. Альбер виставлявся разом з представниками фовізму, часто не маючи з ними в художніх задумах нічого спільного.

## Вибрані твори
- «Міст у Конфлані»

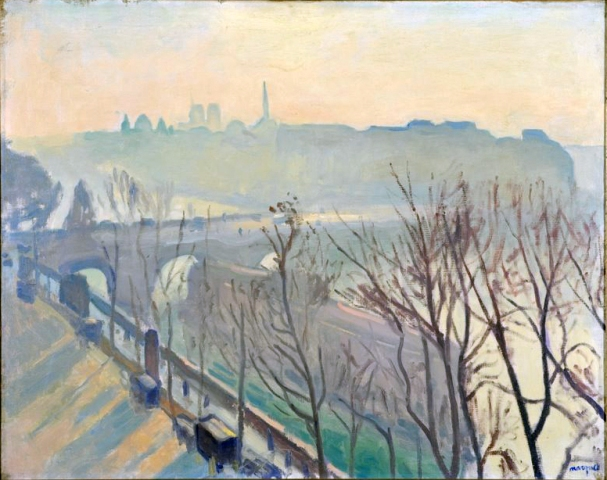
Альбер Марке, «Набережна Лувр, Париж», 1906 р. Музей Екс-ле-Бон, Франція

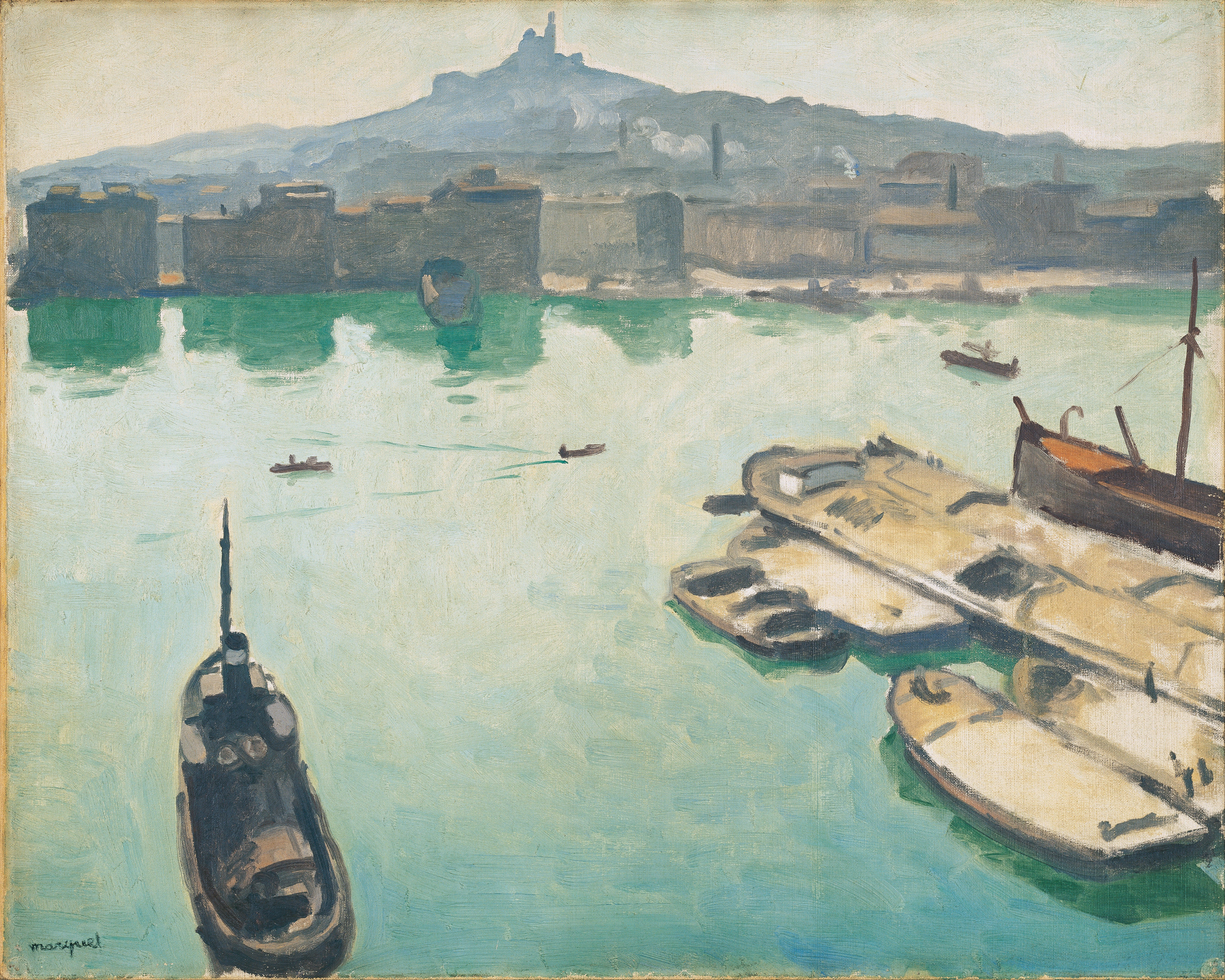
«Порт у Марселі», 1916, Художній музей Охари, Японія

- «Ментона. Затока», 1905, Ермітаж [6]
- «Сонце над туманним Парижем», 1905,[7]
- « Набережна Лувра та Новий міст, Париж», 1906, Ермітаж [6]
- «Сержант Колоніального полку», 1907, Музей мистецтва Метрополітен
- «Містечко Сен жан де Люз», 1907, Ермітаж [6]
- «Неаполь з моря», 1909,  Ермітаж [6]
- «Гамбург. Порт », 1909,  Ермітаж [8]
- «Міст Сен-Мішель», 1910 [9]
- « Площа Св. Трійці у Парижі», 1910 [10]
- « Дощ у Парижі», 1910,  Ермітаж [8]
- « Бульвар Мадлен», 1916, [11]
- «Порт у місті Гавр », 1934, [12]
- «Неаполітанська затока », Канада

## Обрані твори (галерея)

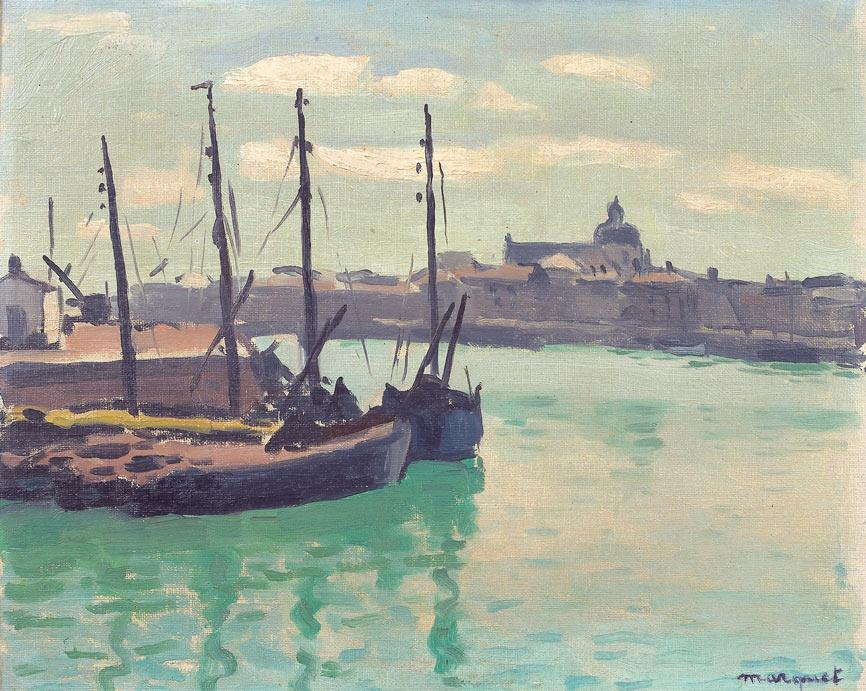
Альбер Марке. «Церква Сабль Олонь і порт», Музей мистецтв і історії (Медон)

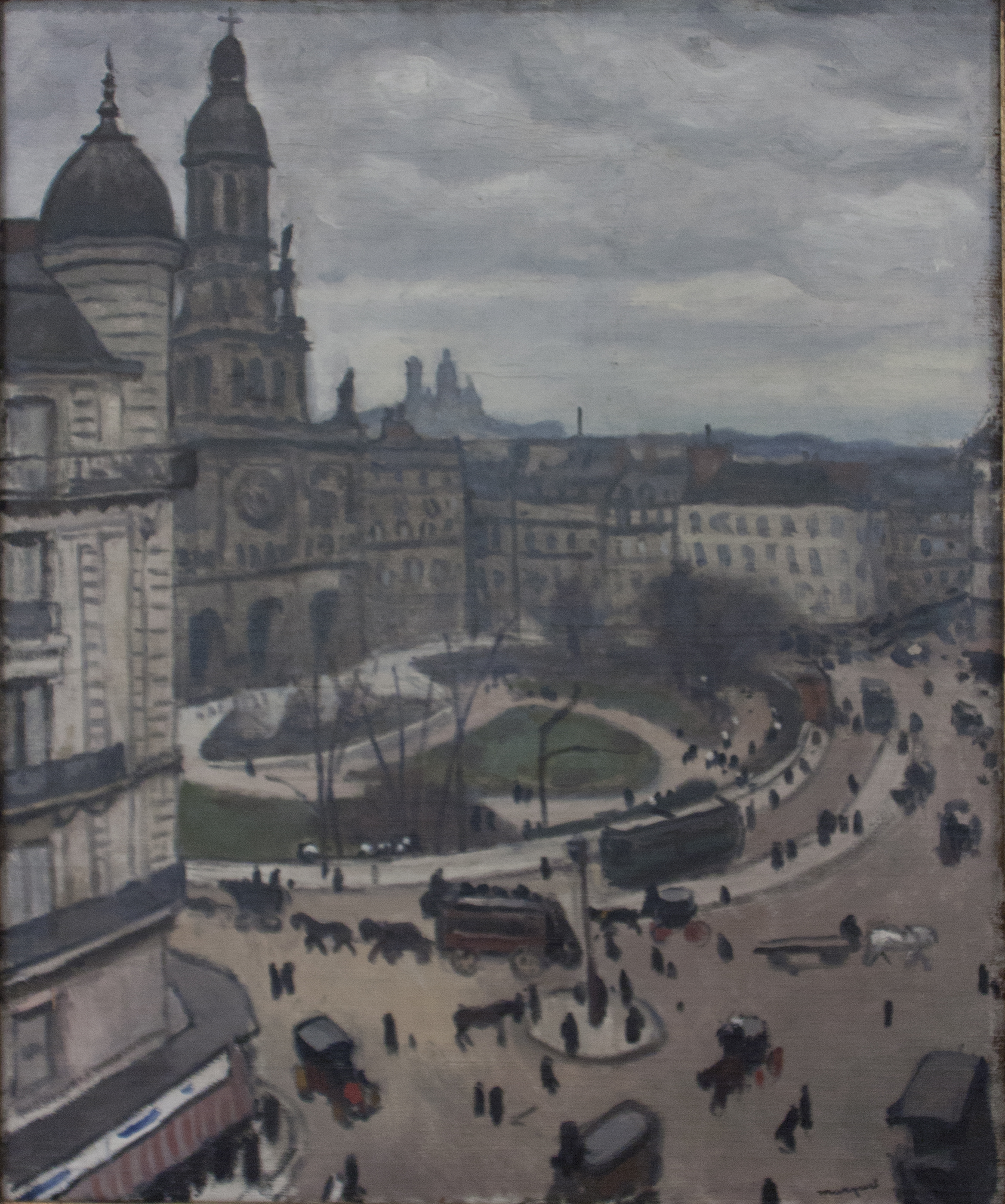
Альбер Марке.«Париж. Площа Тріці», бл. 1911 р.
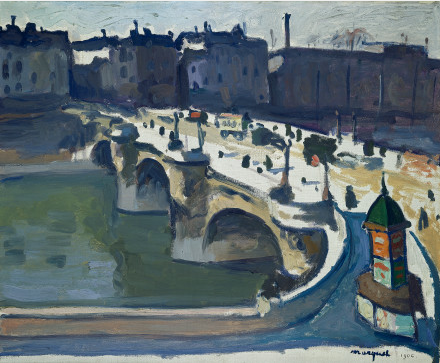
Альбер Марке. «Париж. Новий міст», 1906 р.
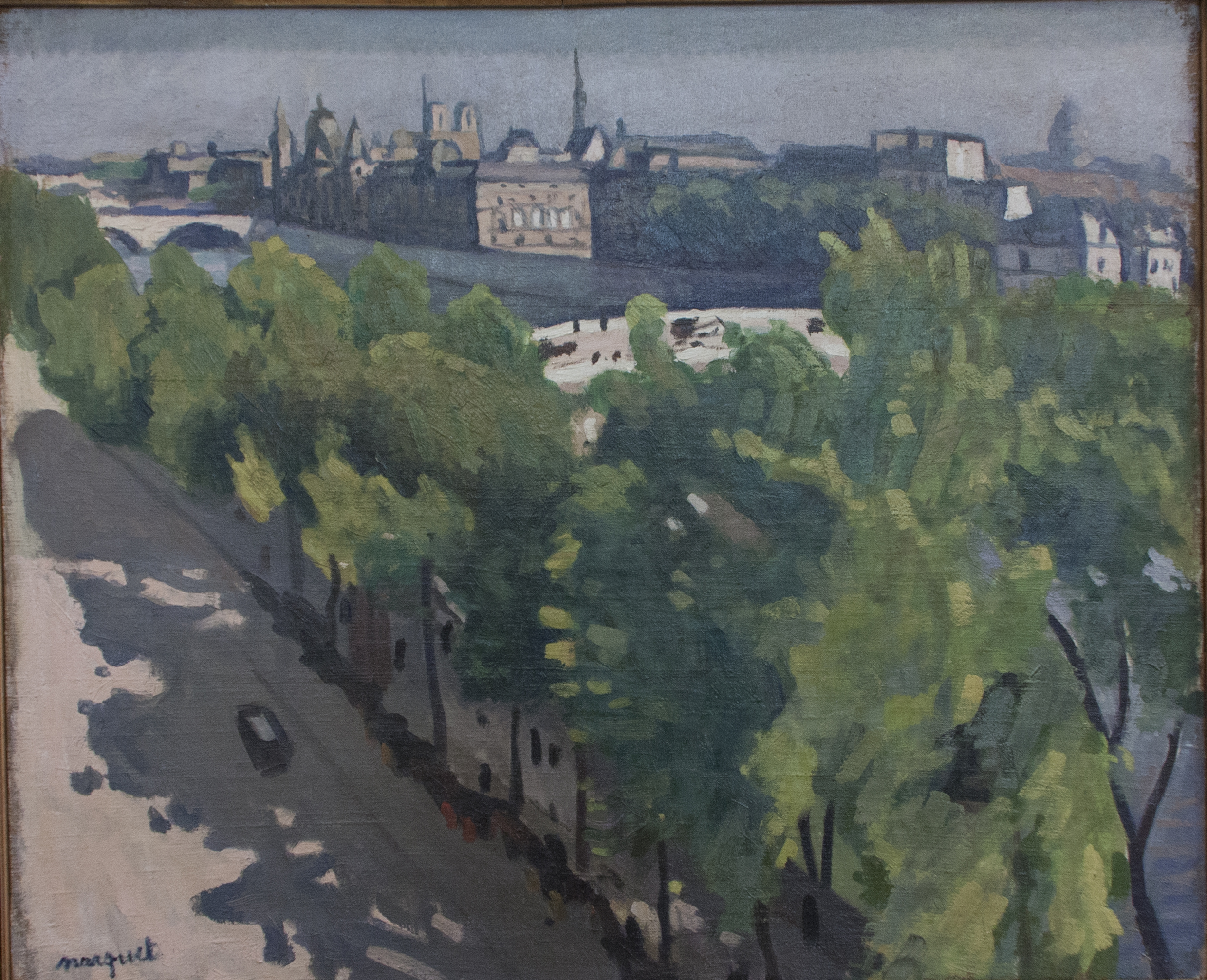
Альбер Марке. «Краєвид з Лувром влітку», 1906 р.
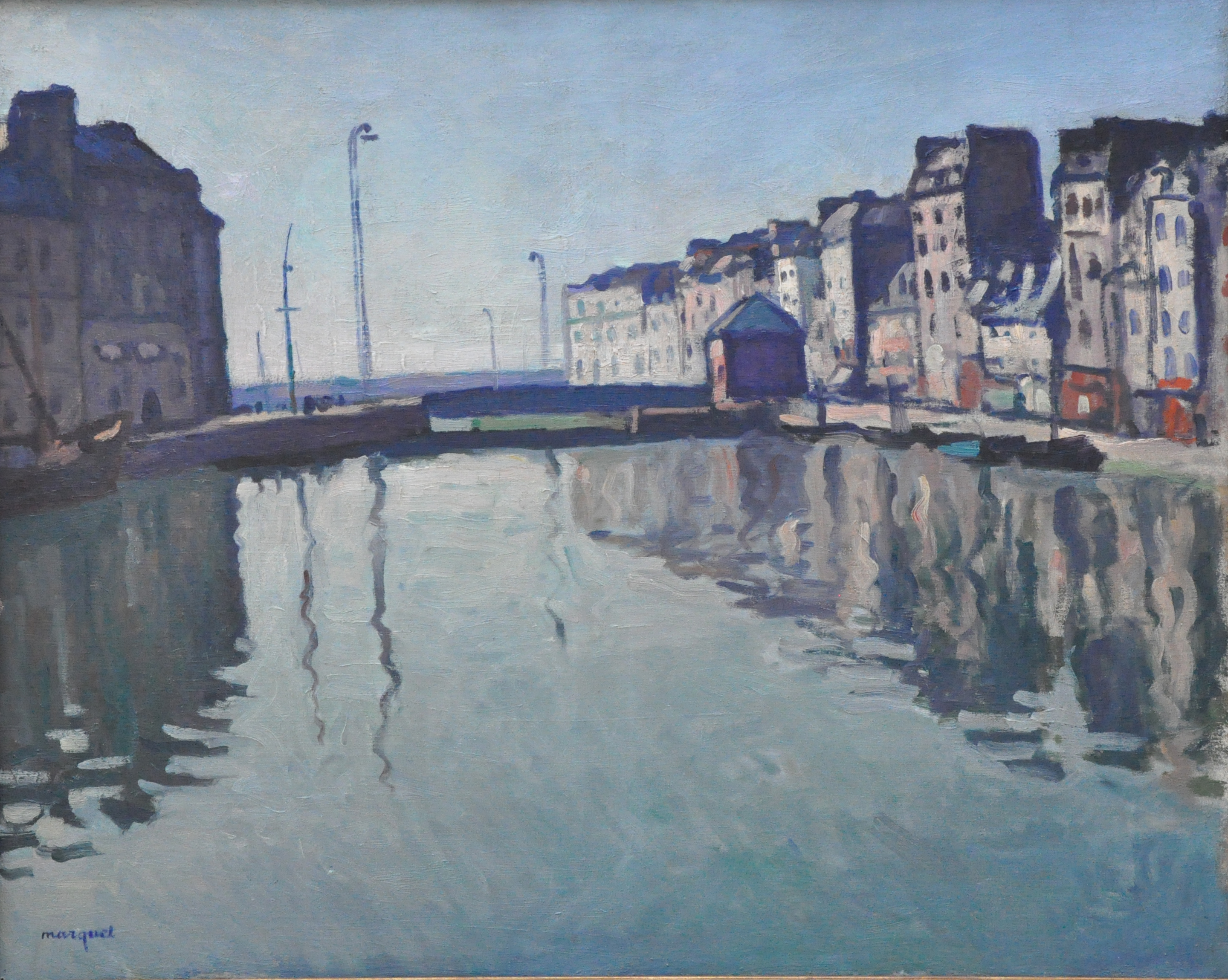
Альбер Марке. «Гавр. Королівський басейн»